# Promethean: The Created
Promethean: The Created – gra fabularna osadzona realiach Nowego Świata Mroku opublikowana w sierpniu 2006.
Inspiracją gry były opowiadania o potworze Frankensteina, golemie i podobnych symulakrach. Postacie w grze tworzone są z części trupów, a następnie ożywiane przez Pyros (boski ogień).

## Podręczniki
- Promethean: The Created (WW6000, Sierpień 2006) (ISBN 1-58846-606-X)
- Pandora's Book (WW60300, Październik 2006) (ISBN 1-58846-488-1)
- Strange Alchemies (WW60100, Listopad 2006) (ISBN 1-58846-607-8)
- Magnum Opus (WW60101, Luty 2007) (ISBN 1-58846-608-6)
- Saturnine Nights (WW60301, Marzec 2007) (ISBN 978-1-58846-609-9)

### Strony oficjalne
- Strona wydawnictwa White Wolf o nowym Świecie Mroku

## Strony nieoficjaln e
- World of Darkness Asylum – Serwis poświęcona grom fabularnym spod znaku Świata Mroku.(swiatmroku.com)
- Świat Mroku w serwisie Poltergeist (wod.polter.pl)
- Oneiros (wersja archiwalna)